# Matija Wurzer
Wurzer Matija, slovenski, zgodovinar, duhovnik, * 22. januar 1832, Ivanjševci ob Ščavnici, † 3. november 1921, Ruše.
Wurzer (Vurcer) Matija, krajevni zgodovinar, rojen 22. januarja 1832 v Ivanjševcih ob Ščavnici kmetu Simonu in Ani r. Fekonja, umrl 3. novembra 1921 v Rušah. Gimnazijo je obiskoval v Mariboru (1844–1852), bogoslovje študiral v Gradcu in bil 1855 ord. Kaplan je bil 1856–61 na Remšniku , 1861–1863 pri Svetem Juriju v Slovenskih goricah danes Jurovski dol, 1863–7 v Rušah in 1867–74 pri sv. Marjeti ob Pesnici (danes Pernica), župnik 1874–7 v Zgornji Kungoti in od 1877 v Rušah, kjer je bil 1920 upokojen.
V gimnaziji je pisal pesmi, zbiral ljudsko blago in se pod vplivom učitelja slovenščine Jurija Matjašiča poskušal tudi v ilirščini. Leta 1851 je osnoval dijaško društvo Danica, 1852 dijaški  rokopisni list Zorica, za katerega je napisal več prispevkov. Od tu je narodopisna sestavka Snubljenje pri štajerskih Slovencih (povzeto po Der Aufmerksame, Gradec, 1842, št. 28 in 29; dodal je deloma rimano besedilo o pogajanju za nevesto) in Andrašovski zvon v Slov. goricah natisnila SB (1852). Na Remšniku je zbiral ljudsko blago, v Rušah je dal pobudo za ustanovitev bralnega društva (1865), ki je bilo eno prvih na našem podeželju; kasneje se je razvilo v ljudsko knjižnico in bilo hkrati matica za poznejše živahno gledališko delo v Rušah.
Napisal je nekaj zgodovinskih člankov, mdr.: Ruše, starodavna božja pot in nekdaj učenosti zibela (Drobtinice 1865–6), Nekdanje šole v Rušah (ib.), Das Raster Gymnasium (Südsteirische Post, Maribor, 1889, št. 99; 1890, št. 46 in 49), Der Chronist von Maria-Rast (ib. 1890, št. 51). Zanimive zapiske lokalnega značaja o Rušah si je pisal v dnevnik, ki pa je med okupacijo propadel (npr. opis poti čez Pohorje 1864). Po njegovi zaslugi so se ohranili razni vezani časniki (danes v Univerzitetni knjižnici Maribor), npr.: Mir, Slovenski gospodar, Sudsteierische post, ZD, Stimmen aus Innerösterreich idr.